# Contra la corriente (álbum de Marc Anthony)
Contra la corriente es el nombre del tercer álbum de estudio grabado por el cantante puerorriqueño-estadounidense Marc Anthony. Fue lanzado al mercado por la empresa discográfica RMM Records el 21 de octubre de 1997. El álbum estuvo bajo la dirección musical del músico, compositor y productor musical puertorriqueño Ángel "Cucco" Peña y cuenta con 9 canciones. El álbum ganó el Premio Grammy al Mejor Álbum Latino Tropical Tradicional en la 41°. edición anual de los Premios Grammy celebrada el miércoles 24 de febrero de 1999. El álbum Contra la corriente llegó al #1 del Top Latin Albums el 22 de noviembre de 1997. Y hubo alguien llegó al #1 en el Hot Latin Tracks a finales de 1997.

## Lista de canciones
| Contra la corriente |                              |                 |          |  |
| N.º                 | Título                       | Escritor(es)    | Duración |  |
| 1.                  | «Y hubo alguien»             | Omar Alfanno    | 6:27     |  |
| 2.                  | «Contra la corriente»        | Omar Alfanno    | 5:05     |  |
| 3.                  | «Si te vas»                  | Pedro Fernández | 4:46     |  |
| 4.                  | «Me voy a regalar»           | Omar Alfanno    | 5:26     |  |
| 5.                  | «No me conoces»              | Fernando Arias  | 5:27     |  |
| 6.                  | «No sabes cómo duele»        | Omar Alfanno    | 5:09     |  |
| 7.                  | «La luna sobre nuestro amor» | Omar Alfanno    | 4:58     |  |
| 8.                  | «Suceden»                    | Fernando Arias  | 4:00     |  |
| 9.                  | «Un mal sueño»               | Manny Benito    | 3:23     |  |
| 44:39               |                              |                 |          |  |

## Posiciones en la lista de éxitos
| Año  | Conteo            | Álbum               | Posición |
| ---- | ----------------- | ------------------- | -------- |
| 1997 | The Billboard 200 | Contra la corriente | 74       |
| 1997 | Top Latin Albums  | Contra la corriente | 1        |
| 1997 | Tropical/Salsa    | Contra la corriente | 1        |